# Metopomyza nigrina
Metopomyza nigrina är en tvåvingeart som beskrevs av Zlobin 1995. Metopomyza nigrina ingår i släktet Metopomyza och familjen minerarflugor. Inga underarter finns listade i Catalogue of Life.